# フアン・パブロ・アンヘル
フアン・パブロ・アンヘル・アランゴ（Juan Pablo Ángel Arango, 1975年10月24日 - ）は、コロンビア・メデジン出身の元サッカー選手。コロンビア代表。ポジションはフォワード（センターフォワード）。
アトレティコ・ナシオナルでキャリアを開始したアンヘルは、1994年にリーグタイトルを獲得。その後、CAリーベル・プレートに移籍すると2000年に得点王となった。翌年にはクラブ史上最高額となる移籍金950万ポンドでアストン・ヴィラFCと契約した。2007年からはアメリカ合衆国に渡り、メジャーリーグサッカーの3クラブに在籍。2013年に古巣のアトレティコ・ナシオナルに復帰した。
また、コロンビア代表としては1996年のデビュー以降で33試合9得点を記録した。

## 経歴

### クラブ

#### アトレティコ・ナシオナル
1993年に地元のアトレティコ・ナシオナルでプロデビューを果たしたアンヘルは、翌1994年に決勝トーナメント決勝戦でライバルであるインデペンディエンテ・メデジンとのエル・クラシコ・パイサでビクトル・アリスティサバルのパスから決勝点を挙げてリーグ優勝に貢献した。1度目の在籍の間にリーグ戦147試合45得点を記録した。

#### リーベル・プレート
退団したエルナン・クレスポの後釜として1997年にアルゼンチン1部のCAリーベル・プレートと契約。リーベルではハビエル・サビオラ、パブロ・アイマール、アリエル・オルテガと共にlos cuatro fantásticos（ファンタスティック・フォー）と呼ばれる攻撃陣を形成し、2000年までの在籍でコパ・リベルタドーレスの25試合16得点を含めて全公式戦で132試合62得点を記録。3度のリーグ優勝と1度の得点王（13得点）のタイトル獲得。その活躍を称えて、ファンは度々天使の羽を身につけていた。

#### アストン・ヴィラ
2001年1月12日にクラブ史上最高金額となる移籍金950万ポンドでイングランド1部のアストン・ヴィラFCへ加入した。加入当初は激しい当たりが特徴のリーグに馴染めなかったものの、翌シーズンはチームの中心選手としてダリウス・ヴァッセルと共にチームの攻撃を支えた。2003-04シーズンはチーム最多の16得点を挙げ、2000年代のアストン・ヴィラの選手で1シーズンの間に20得点以上を記録（カップ戦を含め23得点）した最初の選手となった（2012-13シーズンのクリスティアン・ベンテケにより2位となった）。しかし、翌2004-05シーズンは昨季の状態を維持出来ずに7得点に終わった。以降のシーズンも不振に苦しみ、2006年10月14日のトッテナム・ホットスパーFC戦では競り合いで相手CBのカラム・ダヴェンポートの鼻を折り、同じく相手CBのマイケル・ドーソンを脳震盪によって交代させると、さらにこの試合で得たペナルティーキックを外し、その1分後には相手コーナーキックからのボールを頭を当ててオウンゴールを献上した。
アストン・ヴィラ在籍の間に全公式戦205試合62得点を記録し、プレミアリーグ創設以降のアストン・ヴィラの選手としてはドワイト・ヨーク（288試合97得点）、ガブリエル・アグボンラホール（284試合74得点）に次いで3番目の得点数だった。その活躍を称えて、2011年にクラブの公式サイトが発表したファブ50の1人に選出されている。

#### ニューヨーク・レッドブルズ
2007年4月17日に就労ビザの承認が保留中の中でアメリカ・メジャーリーグサッカーのニューヨーク・レッドブルズは、2人目の特別指定選手としてアンヘル獲得を発表した。就労ビザ承認後の5月8日にUSオープンカップ予選のロサンゼルス・ギャラクシー戦 (1-3) で途中出場にして初出場を飾り、ロスタイムにフリーキックから初得点を挙げた。
5月19日のコロンバス・クルー戦で得点とアシストを挙げた活躍から週間最優秀選手賞に選出され、続くシカゴ・ファイアー戦ではチームを東地区共同1位に押し上げる2得点1アシストを挙げる活躍から5月度の月間最優秀選手賞に選出された。その後も得点を量産してクラブ史上最多となる6試合連続得点を記録し、さらに2ヶ月連続で月間最優秀選手賞を受賞した。8月18日のロサンゼルス・ギャラクシー戦 (4-5) では、試合開始早々にフリーキックから先制点を挙げると、さらに決勝点を挙げて点の取り合いとなった乱戦を制した。9月23日のニューイングランド・レボリューション戦でシーズン16得点目を挙げ、2000年に同胞のアドルフォ・バレンシアが記録したシーズン最多得点記録に並んだ。10月14日のスポルティング・カンザスシティ戦でペナルティーキックを含め2得点を挙げて、24試合19得点5得点（全公式戦27試合20得点）で最初のシーズンを終えた。なお得点王争いでは、アンヘルよりも多く出場（29試合）していたルシアーノ・エミリオの20得点に及ばず2位となった。また、同年のセルティックFCとのMLSオールスターゲームでは、先制点を挙げる活躍から同試合の最優秀選手賞を受賞した。
2008年シーズンは、ハムストリングの痛みと腰の関節炎が原因となり出遅れたが、出場4試合目となった5月10日のロサンゼルス・ギャラクシー戦で初得点を記録。6月5日のチーヴァスUSAでは痛みを伴う怪我をおして得点を挙げたものの、強行出場したことで試合終了後には足を引きずった状態となったことで、4試合リーグ戦を欠場することとなった。7月に入ると3得点を挙げる活躍を見せたことでスティーブ・ニコル監督率いるオールスターゲームの一員に選出されたアンヘルは、ウェストハム・ユナイテッドFC戦で決勝点のPKを誘発させるパスを出し、技巧的なシュートを放ったもののオフサイドと判定され認められなかった。10月には4試合3得点1アシストの活躍から自身3度目となる月間最優秀選手賞を受賞した。最終的に2年目は23試合14得点（全公式戦28試合16得点）を記録した。
3年目の2009年シーズンは、プレーオフで早々に敗退したためCONCACAFチャンピオンズリーグ出場権獲得ならなかったものの、個人としては2009年9月26日のチーヴァスUSA戦 (1-1) の同点弾によりクリント・マティスが保持するクラブ最多得点記録を46に更新した。リーグ戦25試合12得点を記録し、3年連続でチーム最多の得点源となった。
2010年シーズンは、前半戦で19試合11得点と好調さを見せ、後半戦になると失速したもののチーム最多となる30試合13得点を記録した。また、10月21日のニューイングランド・レボリューション戦 (2-0) ではディーン・リチャーズの先制点をアシストし、チームの東地区優勝に貢献した。11月11日に翌2011年シーズンはレッドブルズで戦わないことが発表された。アンヘルは、レッドブルズ加入以降で全公式戦62得点を挙げてクラブ史上最多得点記録を保持している。
プレイオフ
2007年10月26日、それまでのキャリアの中で初となるプレーオフ制度に対して様々な想いをデイリーニューズに語った。それから1週間後のニューイングランド・レボリューションとの第2戦で相手DFジェイ・ヒープスとの競り合いでアンヘルは脳震盪を起こして倒れた。そのため、ブルース・アリーナ監督はアンヘルの代わりにジョン・ウォリーニークを投入しようとしていたが、その間の1人少ない隙をつかれテイラー・トウェルマンに得点を決められてしまった。最終的にこの得点が決勝点となりチームは2試合合計0-1でプレーオフから早々に敗退。アンヘルは、レギュラーシーズンと打って変わり無得点に終わった。
翌2008年シーズンは、プレーオフでヒューストン・ダイナモ（3-0, 2試合合計4-1）、レアル・ソルトレイク (1-0) を下してチーム初のMLSカップ決勝戦進出に貢献したが、最終的にコロンバス・クルー (1-3) に破れタイトル獲得には至らなかった。2009年シーズンは、加入後初めてプレーオフ進出を逃すという厳しいシーズンだった。
レッドブルズでの最後となった2010年シーズンは、レギュラーシーズンで活躍を見せてチームのプレーオフ進出に貢献した。サンノゼ・アースクエイクスとの第2戦で後半にフアン・アグデロの突破からのクロスに頭で得点を挙げ、1-2（2試合合計2-2）にしたもののクリス・ウォンドロウスキの決勝点により、2試合合計2-3でプレーオフ初戦で敗退となった。

#### ロサンゼルス・ギャラクシー
2010年シーズン終了後にレッドブルズとの契約オプションを辞退し、同年の再エントリードラフトに参加したアンヘルは、12月15日にステージ2でロサンゼルス・ギャラクシーから選ばれ、2013年1月19日にギャラクシーの3人目の特別指定選手として複数年契約を締結したことが発表された。3月26日のレアル・ソルトレイク戦でデビッド・ベッカムのフリーキックから初得点を記録した。ロサンゼルス・ギャラクシーにドラフトで選ばれた当初は、ベッカムやランドン・ドノバン、昨季の得点王エドソン・バドルを揃えた前線にアンヘルが加わることに期待がされていたものの、ギャラクシーでは16試合3得点と厳しいものだった。

#### チーヴァスUSA
2011年8月17日、ロサンゼルス・ギャラクシーが新たな特別指定選手としてロビー・キーンを迎え入れるため、チーヴァスUSAへトレードに出された。チーヴァスではギャラクシー時代の不振を脱し、デビュー戦となったコロラド・ラピッズ戦で初得点を挙げて以降、9試合7得点でシーズンを終了した。2012年シーズンを通してチーヴァスでプレーしたアンヘルは、シーズン終了後に契約満了となったため、2012年12月に再エントリードラフトの対象となった。しかし、両ラウンドで選ばれることがなく、自由契約選手となった。

#### アトレティコ・ナシオナル復帰
2013年1月、キャリアを開始した古巣アトレティコ・ナシオナルと1年契約を締結したアンヘルは、フアン・カルロス・オソリオ監督の指揮下で不振の続く攻撃陣の起爆剤として期待された。チーヴァスUSA時代にはラテンアメリカの選手としてラファエル・マルケスに次ぐ月300万ペソ（15万6000USドル）以上の給与を受け取っていたものの、古巣のために0が1つ少ない給与を受け入れての加入だった。
2月2日にエスタディオ・アタナシオ・ヒラルドでのアトレティコ・ウイラ戦 (3-0) で再び緑のユニフォームに身を包み先発出場で復帰し、初得点を記録した。

### 代表
1996年10月30日にホンジュラス戦に向けてコロンビア代表に初招集されたアンヘルは、11月1日にホンジュラスとの親善試合で初出場を飾ってから、2005年10月12日の2006 FIFAワールドカップ・南米予選パラグアイ戦までの間に33試合9得点を記録した。

## 個人成績

### 代表での得点
| #  | 日時           | 場所           | 対戦相手     | スコア | 最終結果 | 大会                        |
| -- | -------------- | -------------- | ------------ | ------ | -------- | --------------------------- |
| 1. | 1996年11月1日  | ニューヨーク   | ホンジュラス | 2-1    | 2-1      | 親善試合                    |
| 2. | 2000年7月19日  | リマ           | ペルー       | 1-0    | 1-0      | 2002 FIFAワールドカップ予選 |
| 3. | 2001年3月27日  | ボゴタ         | ボリビア     | 1-0    | 2-0      | 2002 FIFAワールドカップ予選 |
| 4. | 2001年3月27日  | ボゴタ         | ボリビア     | 2-0    | 2-0      | 2002 FIFAワールドカップ予選 |
| 5. | 2001年11月7日  | ボゴタ         | チリ         | 2-1    | 3-1      | 2002 FIFAワールドカップ予選 |
| 6. | 2003年9月7日   | バランキージャ | ブラジル     | 1-1    | 1-2      | 2006 FIFAワールドカップ予選 |
| 7. | 2003年11月19日 | バランキージャ | アルゼンチン | 1-1    | 1-1      | 2006 FIFAワールドカップ予選 |
| 8. | 2005年6月4日   | バランキージャ | ペルー       | 3–0    | 5-0      | 2006 FIFAワールドカップ予選 |
| 9. | 2005年9月4日   | モンテビデオ   | ウルグアイ   | 2-2    | 2-3      | 2006 FIFAワールドカップ予選 |

## タイトル

### クラブ
アトレティコ・ナシオナル
- コロンビア・プロサッカーリーグ (2) : 1994, 2013A
- コパ・インテラメリカーナ (1) : 1995

CAリーベル・プレート
- プリメーラ・ディビシオン (3) : 1997A, 1999A, 2000C

アストン・ヴィラFC
- UEFAインタートトカップ (1) : 2001

### 個人
- プリメーラ・ディビシオン得点王 : 2000A
- メジャーリーグサッカーベストイレブン : 2007
- MLSオールスターゲーム最優秀選手賞 : 2007